# Formosa (Guinea-Bisáu)
Formosa (en portugués: Ilha Formosa) es una isla en la parte norte de las Islas Bissagos, en el país africano de Guinea-Bisáu, se encuentra al sur de las Isla de Ponta y Maio, al norte de Enu y Edana, junto con todas estas islas forma parte administrativamente del sector Caravela de la Región de Bolama. Su superficie es de 140 km². Se encuentra justo frente a la costa oeste de la mitad norte de África.